# Nouchka Fontijn
Nouchka Mireille Fontijn (* 9. November 1987 in Rotterdam) ist eine ehemalige niederländische Boxerin im Mittelgewicht. Sie ist Gewinnerin der Europameisterschaften 2014 und 2018, sowie der Europaspiele 2015, zudem wurde sie Vize-Weltmeisterin der Jahre 2016, 2018 und 2019. Bei den Olympischen Spielen 2016 gewann sie die Silbermedaille und beendete ihre Karriere nach dem Gewinn einer Bronzemedaille bei den Olympischen Spielen 2020.

## Werdegang
Nouchka Fontijn begann im Alter von 14 Jahren mit Taekwondo und wechselte im Alter von 19 Jahren zum Boxen. Sie ist mit ihrem Trainer Abdul Fkiri liiert. Laut BoxRec beträgt ihre Kampfbilanz 137 Kämpfe mit 116 Siegen.

### Olympische Spiele
Nachdem Frauenboxen 2012 olympisch geworden war, konnte sich Nouchka Fontijn mit dem Gewinn der WM-Silbermedaille 2016 als erste niederländische Boxerin für Olympische Spiele qualifizieren. Bei den Sommerspielen 2016 in Rio de Janeiro besiegte sie im Viertelfinale Savannah Marshall und im Halbfinale Li Qian, ehe sie im Finalkampf gegen Claressa Shields unterlag und Silber gewann. Es handelte sich dabei um die erste olympische Medaille dieser Sportart für die Niederlande seit den Spielen 1992, als Orhan Delibaş Silber im Halbmittelgewicht und Arnold Vanderlyde Bronze im Schwergewicht gewinnen konnten.
Bei der europäischen Olympiaqualifikation im März 2020 in London, welche aufgrund der COVID-19-Pandemie unterbrochen und im Juni 2021 in Paris fortgesetzt wurde, erkämpfte sie sich einen Startplatz für die 2021 in Tokio ausgetragenen Sommerspiele 2020. Bei Olympia besiegte sie Elżbieta Wójcik und Tammara Thibeault, ehe sie im Halbfinale knapp mit 2:3 gegen Lauren Price ausschied und eine Bronzemedaille gewann.

### Weltmeisterschaften
Bei ihren ersten Weltmeisterschaften, der WM 2010 in Bridgetown, besiegte sie in den Vorrunden Yenebier Guillén und Tiffany Hearn, ehe sie im Viertelfinale gegen Mária Kovács auf einem fünften Platz ausschied. Bei der WM 2012 in Qinhuangdao gewann sie gegen Hurricane Doyle, schied aber dann im Achtelfinale knapp mit 18:19 gegen Marina Wolnowa auf einem neunten Platz aus.
2014 in Jeju-si gewann sie dann ihre erste WM-Medaille, nachdem sie sich gegen Dara Shen, Yannick Azangue und Khadija El-Mardi ins Halbfinale vorgekämpft hatte und dort gegen Li Qian unterlegen war. 2016 in Astana erreichte sie mit Siegen gegen Sema Çalışkan, Lidia Fidura, Erika Guerrier und Savannah Marshall erstmals ein WM-Finale. Beim Kampf um die Goldmedaille verlor sie gegen Claressa Shields.
2018 in Neu-Delhi gewann sie erneut die Silbermedaille, nachdem sie im Finalkampf gegen Li Qian unterlegen war. Zuvor hatte sie Munkhbat Myagmarjargal, Tammara Thibeault und Lauren Price geschlagen. 2019 in Ulan-Ude bezwang sie Akerke Bakhytzhan, Zheng Lu, Tammara Thibeault und im Finale Lauren Price mit 3:2. Rund eine Stunde später wurde das Ergebnis jedoch nach Protest des britischen Teams in einen 3:2-Sieg für Price geändert, nachdem die zweite Runde des Kampfes nach erneuter Sichtung durch eine Jury nachträglich der Britin zugesprochen worden war. Fontijn wurde somit zum dritten Mal in Folge Vize-Weltmeisterin.

### Europameisterschaften/Europaspiele

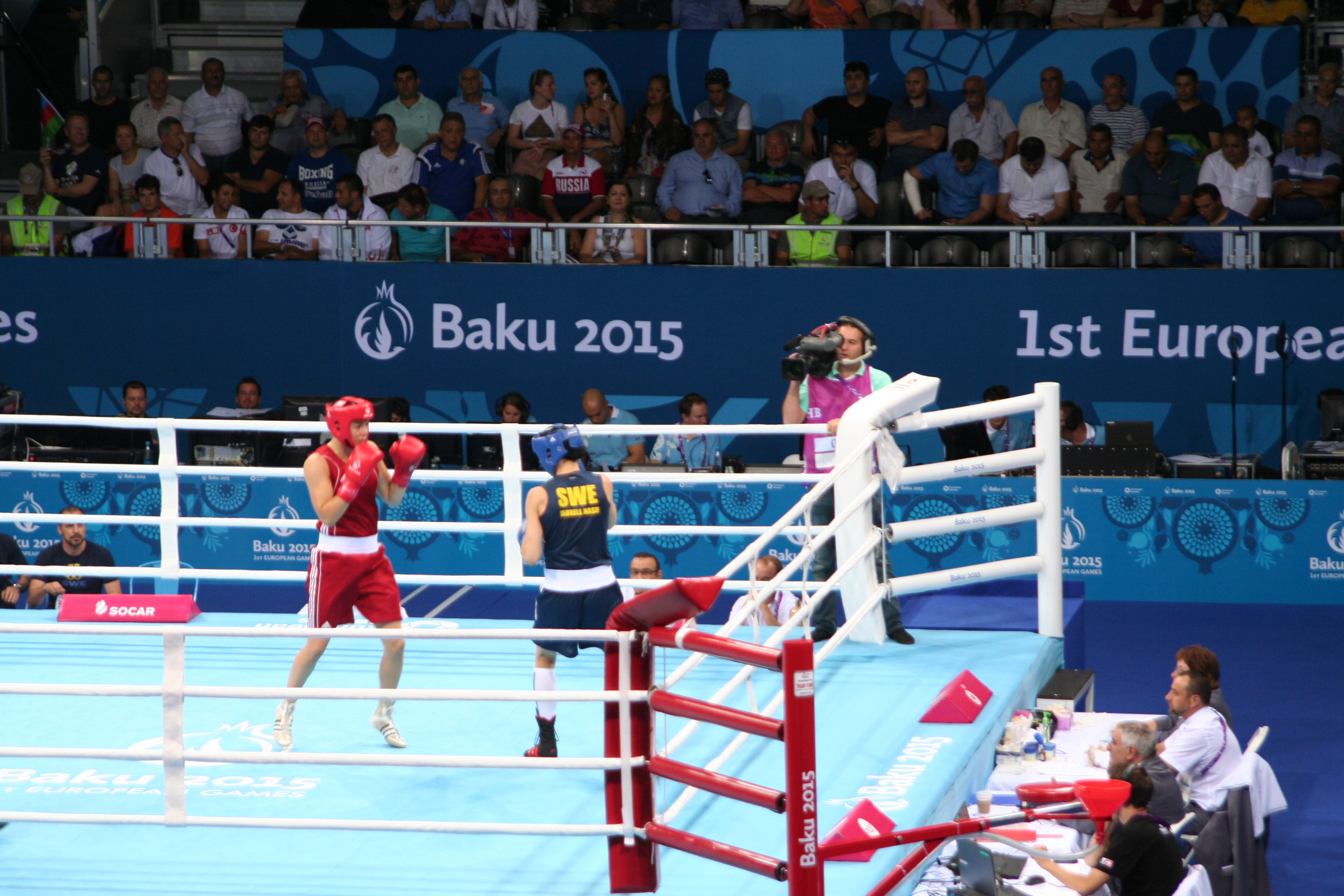
Nouchka Fontijn im Kampf gegen Anna Laurell bei den Europaspielen 2015

Bei der EM 2011 im heimischen Rotterdam erreichte sie mit siegreichen Kämpfen gegen Desislava Lazarova, Mária Kovács und Savannah Marshall das Finale, wo sie mit 11:13 gegen Nadeschda Torlopowa unterlag. 2014 in Bukarest errang sie dann ihren ersten EM-Titel, als ihr Siege gegen Anna Laurell, Jaroslawa Jakuschina, Timea Nagy und Sarah Scheurich gelungen waren. Darüber hinaus gewann sie 2015 die Europaspiele in Baku und schlug auf dem Weg zum Titel Savannah Marshall, Katerina Shambir, Sarah Scheurich und Anna Laurell.
Nachdem sie an der EM 2016 in Sofia nicht teilgenommen hatte, startete sie wieder bei der ebenfalls in Sofia ausgetragenen EM 2018 und gewann ihren zweiten EM-Titel, nachdem sie im Finale Maria Borutsa besiegt hatte. In den Runden davor schlug sie Darima Sandakowa und Sarah Scheurich. Bei den Europaspielen 2019 in Minsk setzte sie sich gegen Busenaz Sürmeneli und Elżbieta Wójcik durch, ehe sie im Finalkampf gegen Lauren Price verlor und Silber gewann. An der EM 2019 in Alcobendas nahm sie nicht teil.

### Weitere Ergebnisse (Auswahl)
- Mai 2021: 1. Platz Grand Prix Usti nad Labem in Tschechien[21]
- März 2021: 1. Platz Cologne Boxing World Cup in Deutschland[22]
- Februar 2021: 1. Platz Bocskai István Memorial Tournament in Ungarn[23]
- Dezember 2020: 1. Platz Cologne Boxing World Cup in Deutschland[24]
- Mai 2019: 1. Platz Feliks Stamm Tournament in Polen[25]
- Mai 2019: 1. Platz Grand Prix Usti nad Labem in Tschechien[26]
- April 2019: 1. Platz Montana Belts Tournament in Frankreich[27]
- Oktober 2018: 1. Platz Eindhoven Box Cup in den Niederlanden[28]
- April 2018: 1. Platz Montana Belts Tournament in Frankreich[29]
- März 2018: 1. Platz Feliks Stamm Tournament in Polen[30]
- Oktober 2017: 1. Platz Eindhoven Box Cup in den Niederlanden[31]
- August 2017: 1. Platz EU-Meisterschaften in Italien[32]
- April 2017: 1. Platz Montana Belts Tournament in Frankreich[33]
- Februar 2017: 2. Platz Strandja Memorial Tournament in Bulgarien[34]
- Februar 2016: 1. Platz Strandja Memorial Tournament in Bulgarien[35]
- September 2015: 1. Platz Feliks Stamm Tournament in Polen[36]
- April 2015: 1. Platz Montana Belts Tournament in Frankreich[37]
- Februar 2015: 2. Platz Strandja Memorial Tournament in Bulgarien[38]
- September 2014: 1. Platz Ahmet Cömert Tournament in der Türkei[39]
- Oktober 2013: 1. Platz Queens Cup in Deutschland[40]
- Januar 2013: 1. Platz Nations Women's Cup in Serbien[41]
- Februar 2012: 1. Platz Strandja Memorial Tournament in Bulgarien[42]
- Januar 2012: 1. Platz Nations Women's Cup in Serbien[43]
- September 2011: 2. Platz International Women Tournament in Kasachstan[44]
- Juni 2011: 2. Platz EU-Meisterschaften in Polen[45]
- Juni 2010: 3. Platz Minoan Womens Cup in Griechenland[46]